# Lauvholmen (Bømlo)
Ne doit pas être confondu avec Lauvholmen, Lauvholmen (Lindås), Lauvholmen (Bjørnafjorden) ou Lauvholmen (Øygarden).
Lauvholmen est une île norvégienne du comté de Hordaland appartenant administrativement à Bømlo.

## Description
Rocheuse et couvertes d'arbres, à fleur d'eau, elle s'étend sur environ 182 m de longueur pour une largeur approximative de 81 m.  